# Bahi-Sumpf
Der  Bahi-Sumpf  (auch Sulunga-See) ist ein seichter saisonaler See in Zentral-Tansania auf der Grenze der Regionen Dodoma und Singida.

## Lage
Der See befindet sich etwa 45 km westlich der Hauptstadt Dodoma in der endorheischen Bahi-Depression.  Er liegt auf einer Höhe von 830 m  und hat eine maximale Ausdehnung von 974 km². Das Einzugsgebiet  beträgt 23.447 km². Das Gewässer ist etwa 42 Kilometer lang und 26 Kilometer breit, kann aber in trockenen Jahren komplett verschwinden. Seine Hauptzuflüsse sind der Bubu und der Mponde.

## Ökonomie
Der See ist von einer Vielzahl an Siedlungen umgeben und spielt eine wichtige Rolle für den lokalen Fischfang und die Tierhaltung.

## Umwelt
Der See läuft Gefahr in Zukunft starke Beeinträchtigungen durch den Bergbau zu erfahren, da das Gebiet nachweislich Uran und Gold, aber voraussichtlich auch Diamanten beherbergt.